# Nínox de Nova Guinea
El nínox de Nova Guinea (Ninox theomacha) és una espècie d'ocell de la família dels estrígids (Strigidae). Habita la selva humida de les illes Raja Ampat, Nova Guinea, Arxipèlag D'Entrecasteaux i Arxipèlag de Louisiade. El seu estat de conservació es considera de risc mínim.